# Мухтароглы, Агшин
Агшин Мухтароглы (азерб. Aqşin Muxtaroğlu; 16 июня 1992, Сумгаит, Азербайджан) — азербайджанский футболист, полузащитник.

## Биография
Агшин Мухтароглы родился 16 июня 1992 года в азербайджанском городе Сумгаите. Футболом начал заниматься с 13 лет под руководством тренера Бахрама Шахгулиева в бакинском клубе «Стандард». В 2007 году клуб перебазировался в Сумгаит и стал представлять данный город. Тренером Мухтароглы стал Баба Аскеров. С 2008 году юный футболист переходит в стан бакинского «Нефтчи», где выступает до 2010 года под руководством Игоря Гетмана и его помощника Эльбруса Мамедова.
В 2010 году Агшин Мухтароглы получил тяжелую травму, после чего последовала операция и полугодовое лечение. Оправившись после травмы, в 2011 году футболист переходит в ФК «Сумгаит». Поиграв год в дублерах, в 2012 году Агшин переходит в основной состав клуба.

## Клубная карьера
Благодаря удачному выступлению в команде дублеров, Агшин Мухтароглы в июне 2012 года был переведен в основной состав ФК «Сумгаит», вместе с четырьмя другими молодыми футболистами. С Мухтароглы был подписан двухлетний контракт. В команде выступает под № 8.

## Сборная Азербайджана
Защищал цвета юношеской сборной Азербайджана U-17, в составе которого с 7 по 12 июля 2008 года принял участие в турнире «Кубок Верхней Австрии».